# 田村浩平
田村 浩平（たむら こうへい、1996年6月25日-）は中京テレビ放送 (CTV) の報道記者であり元アナウンサー。

## 来歴・人物
- 宮崎県日南市出身。千葉大学園芸学部[1]卒業後、2020年に入社。

2025年6月6日、部署異動の為キャッチ!を6月12日、カミングを6月13日の放送で卒業する事をX で明らかにした。6月12日のキャッチ!で、異動先は報道局報道部であることを報告。

## 過去の担当番組
- キャッチ! - ニュースキャスター・ナレーション・リポーター
  - ナレーション・リポーター（2020年10月 - 2024年3月）【不定期】
  - ニュースキャスター（2024年4月2日 - 2025年6月12日）【火・水曜日】
  - 中継リポーター（2021年4月2日 - 2022年3月26日）【水曜日】→（2024年4月4日 - 同年9月26日）【木曜日】
- NNN各ニュース（ローカル枠）
- 前略、大とくさん（2022年6月12日 - 2023年4月30日）【隔週お天気キャスター】
- ストライク!（コーナー進行）【不定期】
- ピカピカ旅 タムヒレの海岸ごみ拾い（2023年4月3日 - 2024年3月25日）
- NNNストレイトニュース (中京テレビ)- ニュース・お天気キャスター
  - 不定期担当（2020年8月29日 - 2023年4月2日）
  - 月～水曜担当（2023年4月3日 - 2024年3月27日）
- ZIP! - 中継リポーター
  - NOW!ニッポン（2023年4月 - 2024年3月）
- ZIP!CHUKYO - お天気キャスター
  - 月〜金曜担当（2023年4月3日 - 同年4月14日）
  - 月～水曜・金曜担当（2023年4月17日 - 2024年3月29日）
- ぐっと（ナレーション・ロケ）【不定期】
- カミング - 初代MC（2024年10月4日 - 2025年6月13日）